# Ceryx klossi
Ceryx klossi är en fjärilsart som beskrevs av Rothschild 1920. Ceryx klossi ingår i släktet Ceryx och familjen björnspinnare. Inga underarter finns listade i Catalogue of Life.